# 甲斐大作
甲斐 大作（かい だいさく、1962年4月12日 - ）は、日本のサックス奏者。

## 人物
1962年4月12日、山口県下関市に生まれる。
1975年、下関市立彦島中学校にて吹奏楽部に入部。サックスを始める。
1981年4月、東京音楽大学に入学。クラシックサックスを学びながら、銀座、新宿のキャバレー、ダンスホール等で研鑽を積む。
1984年、近藤真彦のバックバンド『YAMATO』に所属し、全国ツアー、テレビ出演、レコーディングを行う。
1996年、福岡に活動の拠点を移す。
市内のライブハウス、ジャズクラブを中心に演奏。